# Ceratocephala
Ceratocephala es un género con cuatro especies de plantas de flores perteneciente a la familia Ranunculaceae. 

## Especies seleccionadas
- Ceratocephala caulifolia
- Ceratocephala falcata
- Ceratocephala orthoceras
- Ceratocephala testiculata

## Sinónimo
- Ceratocephalus [Pers.]